# Pterolophia quadrifasciata
Pterolophia quadrifasciata är en skalbaggsart som beskrevs av Charles Joseph Gahan 1894. Pterolophia quadrifasciata ingår i släktet Pterolophia och familjen långhorningar.
Artens utbredningsområde är:
- Myanmar.
- Nepal.

Inga underarter finns listade i Catalogue of Life.